# Félix Miéli Venerando
Félix Miéli Venerando (San Paolo, 24 dicembre 1937 – San Paolo, 24 agosto 2012) è stato un calciatore brasiliano di ruolo portiere, campione del mondo con la Nazionale brasiliana nel 1970.

## Carriera

### Giocatore
Félix ha iniziato la propria carriera nelle giovanili del Nacional Atlético Clube, passando al calcio professionistico nel 1951 con la Juventus di San Paolo squadra nella quale fu riserva di Oberdan Cattani, già portiere del Palmeiras e della Seleção. Nel 1956 si trasferì alla Portuguesa, dove rimase per una sola stagione chiuso da Cabeção, per venire poi ceduto in prestito al Nacional Atlético Clube nel 1957. Ritornò alla Portuguesa nel 1960, dove fu titolare fino al 1964, alternandosi negli anni successivi con il compagno Orlando. Nel 1965 esordì in nazionale, giocando 4 partite durante il suo periodo nella Portuguesa.
Nel 1968 si trasferì a Rio de Janeiro nel Fluminense per 150.000 cruzeiros (cifra allora piuttosto rilevante per un portiere). Nel Fluminense Félix giocò le sue migliori stagioni, divenendo titolare della nazionale brasiliana nelle gare di qualificazione al mondiale messicano. Fu però escluso dalle pre-convocazioni al mondiale dal C.T. João Saldanha, ma quando questi fu sostituito da Mário Zagallo Felix tornò titolare, collezionando 6 presenze (7 reti subite) nel vittorioso mondiale, in cui fu molto criticato per il fatto di non essere all'altezza del resto della squadra formata da grandissimi campioni, ma risultò decisivo nella partita contro l'Inghilterra, salvando più volte il risultato nel secondo tempo.
Smise di giocare nel 1976 dopo aver vinto con il Fluminense cinque campionati carioca e un Robertão (l'antesignano del moderno Brasileirão), a causa di una calcificazione di 7 cm alla spalla destra.
Durante la sua carriera di calciatore Felix fu soprannominato papel per la sua magrezza e per la sua capacità di "volare" fra i pali.

### Allenatore
Dopo la fine della carriera come giocatore, fu preparatore dei portieri del Fluminense dal 1977 al 1980, allenatore dell'Avaí nel 1982 e direttore tecnico dell'Inter de Limeira nel 2007.
Negli ultimi anni gestì una comunità-scuola calcio per bambini poveri.
Nel 2005 promosse assieme a Cafu, capitano della squadra vincitrice nel 2002, l'istituzione da parte dello Stato brasiliano di una pensione per i calciatori campioni del mondo.
È scomparso nel 2012 all'età di 74 anni a seguito di un enfisema polmonare.

## Palmarès

### Club
- Campionato Carioca: 5

Fluminense: 1969, 1971, 1973, 1975, 1976
- Taça Guanabara: 3

Fluminense: 1969, 1971, 1975
- Torneo Roberto Gomes Pedrosa: 1

Fluminense: 1970

### Nazionale
- Campionato mondiale: 1

1970